# Jeanne Silverthorne
Jeanne Silverthorne, née en 1950 à Philadelphie, est une sculptrice américaine, connue pour ses sculptures en caoutchouc moulé et ses installations qui utilisent l'atelier d'artiste comme métaphore de la pratique artistique, du corps humain, de la psyché ou de la mortalité,,.
Dans les années 1990, elle participe à un mouvement de sculptrices qui s'emparent de matériaux modestes et peu orthodoxes, en réaction au mouvement minimaliste, considéré comme austère et masculin. Ce mouvement s'inspire du travail artisanal, intime et éphémère d'artistes comme Eva Hesse ou Louise Bourgeois,,,. Jeanne Silverthorne considère son atelier comme un lieu à explorer, documenter et inventorier de manière physique et conceptuelle,,. Comme Philip Guston dans ses derniers tableaux en atelier, Silverthorne explore « des terrains profondément mélancoliques, avec une pointe d'humour mordant, dans lesquels des objets banals sont, sans relâche et avec amour, interrogés sur un sens qu'ils ne semblent jamais tout à fait prêts produire ».
Silverthorne a notamment reçu une bourse Guggenheim, un prix de la fondation Joan Mitchell et un prix Anonymous Was A Woman. Son travail est entré dans les collections du Museum of Modern Art (MoMA) ou du Musée d'Art moderne de San Francisco. Elle a exposé à la Phillips Collection, au Whitney Museum of American Art, à l'Institute of Contemporary Art (Philadelphie) et au MoMA PS1 ; elle a participé à des expositions collectives au MoMA, à la galerie d'art Albright-Knox ou au Haus der Kunst (Munich),,.
Jeanne Silverthorne vit à New York et enseigne à la School of Visual Arts depuis 1993.

## Biographie

### Formation et début de carrière
Jeanne Silverthorne naît en 1950 à Philadelphie. Après un Bachelor of Arts à l'Université Temple, elle étudie à la Pennsylvania Academy of the Fine Arts. Elle épouse Robert Emmet Hernan, avocat environnementaliste, éditeur et auteur, avant de retourner à Temple où elle obtient un Master of Arts en 1974,.
Durant les années 1980, elle partage son temps entre New York et Philadelphie. Elle expose son travail dans les deux villes, enseigne et écrit des critiques d'art, de cinéma et de théâtre pour Artforum. Elle s'installe définitivement à New York en 1998,.
Ses premiers travaux s'inscrivent dans la mouvance de l'art conceptuel et de son intérêt pour le corps, les objets du quotidien et la linguistique ; elle s'intéresse également à l'aspect matériel de la représentation artistique (la matière, surface, masse…) qu'elle explore dans des sculptures en plâtre (hydrocal) ou en époxy,,. Elle crée des prothèses moulées, souvent associées à de courtes phrases évoquant la perte ou le manque ; des piles de rubans enchevêtrés avec des clés à remonter (« sculptures d'ADN ») qui assimilent le code génétique à un jouet désordonné, et critiquent l'inadéquation des descriptions scientifiques de la vie ; un torse primitif évoquant la Vénus de Willendorf ; des idées incarnées dans des objets moulés (Light Bulbs, 1986; Thought Bubble, 1987),,. Ces œuvres sont décrites comme « des offrandes brûlées, des petites catastrophes issues d'un dessin animé ». Pour les critiques, ces sculptures anti-héroïques, anti-formalistes et anthropomorphes rappellent des aspects du travail de Jasper Johns, de Claes Oldenburg, de Fischli & Weiss ou de Richard Tuttle,,,.

### Maturité artistique: l'atelier d'artiste
Au début des années 1990, Silverthorne se penche sur l'atelier d'artiste, considéré comme anachronique ou comme un vestige du romantisme, en particulier sur son infrastructure désuète, sur la tradition sculpturale, sur ses objets et outils, sur ses détritus et sur l'artiste elle-même,,. Elle joue sur l'aspect charnu et opaque du caoutchouc et sur les changements d'échelle (vues microscopiques, miniatures, agrandissements extrêmes) pour donner aux objets ordinaires un côté absurde, futile, morbide et inconnu,,,. Au niveau conceptuel, son travail joue sur les métaphores du corps humain et de ses organes, sur le processus créatif, sur le l'épuisement des conventions du travail en atelier, sur la posture de l'auteur, l'originalité, la maîtrise, la mimèsis, l'intemporalité,,,. Pour Artforum, sous une apparence « cool », on lit un sens profond de la perte et du romantisme.
Au cours de la décennie 1990, des expositions à Rocca Paolina (Italie), à l'Institut d'art contemporain de Boston, au Wright Museum of Art (en), à la Deste Foundation (en) (Athènes) ou au Whitney Museum of American Art lui apportent une certaine notoriété,,. Les critiques décrivent ces expositions comme des assemblages tentaculaires et humoristiques d'objets d'atelier, unifiés par des écheveaux de fils, de câbles et de tubes connectés à des prises de courant, des transformateurs et des boîtes à fusibles fonctionnant comme des dessins dans l'espace, évoquant les machines de Rube Goldberg,,,,. En 1994, elle expose à la galerie McKee un immense lustre en fonte, désactivé, suspendu à la hauteur des yeux, évoquant une dystopie industrielle,. Son exposition de 1997, « belle, flippante et marrante », rend « l'organique inorganique [et] le fonctionnel sans fonction ».
Dans la deuxième moitié des années 1990, Silverthorne retravaille des fragments de moulage pour faire de grandes sculptures en caoutchouc noir, support d'une réflexion ironique et absurde sur la persistance des schémas artistiques hérités du XIXe siècle, et sur la recherche désespérée de nouvelles formes visuelles,,,. Elle présente au Whitney Museum of American Art en 1999 The Studio Stripped Bare, Again (« L'Atelier mis à nu, encore »), dont le titre fait référence à La Mariée mise à nu par ses célibataires, même de Marcel Duchamp. Elle met en scène des guirlandes de fil électrique noir tombant du plafond sur le sol, convergeant vers une ampoule grise en fonte, suspendue au-dessus de deux fragments présentés sous une loupe,,. L'ampoule (dans une évocation, issue du cartoon, de la créativité), est présentée éteinte, comme une « métaphore implosée du génie moderne ». L'œuvre est « une méditation hantée sur la création artistique et la productivité, sur le corps et la pensée, sur l'inspiration et l'inertie ».

#### Reliefs encadrés et machines
Dans les expositions de la fin des années 1990, on trouve également des tableaux en relief évoquant des vues agrandies de peau et de glandes humaines. Les tableaux sont de couleur chair et ocre, encadrés dans des cadres moulés en latex noir,,. Ces travaux explicitent sa métaphore de l'atelier en tant que corps, mais leurs protubérances dépeignent également un corps étranger et déroutant. Les critiques parlent de paysages extraterrestres et surréalistes, de camées victoriens devenus fous, de peinture abstraite ou de miroirs de contes de fées grotesques, engendrant « fascination et de dégoût »,,.
Dans les expositions suivantes, Silverthorne travaille ces reliefs comme s'ils étaient des représentations d'états émotionnels, souvent en les associant à des machines,,. Exposés en 2002 à la Shoshana Wayne Gallery, Fear Machine (« Machine à peur ») et Tear Machine (« Machine à larmes ») relient des reliefs (Dry Mouth (« Bouche sèche », 2002) et Aching (« Douloureux », 2001)), à l'aide de câbles, de tuyaux et d'interrupteurs à des « moteurs émotionnels », qualifiés d'« à la fois beau et grotesque, délicat et monstrueux ». Big Grief (« Grand chagrin ») et Little Grief (« Petit chagrin ») (2003, McKee) relient des reliefs représentant une gorge et des conduits lacrymaux à, respectivement, un haut-parleur en caoutchouc d'où sort un phylactère vide et à un tuyau produisant une larme de dessin animé.
Dans des travaux ultérieurs, Silverthorne explore les reliefs floraux (Knothole, 2011),. En 2008, elle expose à McKee des fleurs bleues, blanches et roses dans des cadres en caoutchouc noir, avec des abeilles, des coccinelles et des mouches en train de se nourrir,. Son exposition à la Phillips Collection (2013), où elle juxtapose ses œuvres (Phosphorescent Pink with Flies, Dandelion Clock) aux voûtes peintes du musée, est une exploration tragicomique des thèmes des vanités classiques sur la fugacité de la vie ou la beauté et la futilité du plaisir,.

#### Portraits et ADN
Au début des années 2000, Silverthorne commence à produire de petits (moins de 30 cm) autoportraits antihéroiques,. Dans ses expositions aux galeries Shoshana Wayne (2002) et Albright-Knox (2003), elle montre dans une vitrine en plexiglas deux figures féminines identiques (l'une aux cheveux roux, l'autre aux cheveux gris) avec les genoux relevés,. D'autres autoportraits représentent Silverthorne assise, les jambes tendues sur des caisses (Jeanne (Up and Down), 2008) ou enfermée dans une boîte transparente (Unstring, 2014),,,.
Silverthorne crée également des portraits de membres de sa famille et d'amis proches dans du caoutchouc phosphorescent (Under a Cloud, portrait de sa mère, 2003), qui se rattache à un projet plus vaste de « fantômes » qui l'accompagnent dans le studio,,. Ces portraits sont souvent habillés de vrais cheveux, et sont accompagnés d'analyses ADN indiquant l'origine génétique sur des milliers d'années, constituant une « empreinte digitale génétique »,. La juxtaposition de cheveux humains et de caoutchouc industriel soulève des thèmes communs à ses reliefs — la maladie biologique, la longévité, la longévité, la toxicité — tandis que l'intimité des rendus et des analyses ADN mettent en évidence les tensions entre l'unicité, l'authenticité et le multiple.

### Expositions ultérieures
Les expositions ultérieures de Silverthorne ont été décrites comme des recueils de ses travaux antérieurs et de ses préoccupations : des méditations existentielles, parfois macabres, avec des touches d'humour, de scepticisme à l'égard de la création artistique, et de nouvelles directions, telles que des éléments cinétiques, des vignettes métaphoriques, des caisses, des chenilles observatrices et des thèmes écologiques,,,. En 2008, elle expose à la galerie McKee Untitled (Bad Ideas) (« Sans titre (Mauvaises idées) »), une poubelle débordant d'ampoules (toutes moulées en caoutchouc) et Pneuma Machine (« Machine pneumatique », 2005), une installation de petits appareils en caoutchouc jaune phosphorescent, reliés entre eux, qui tremblent par intermittence, que les critiques associent à une table d'opération ou à l'œuvre de Samuel Beckett,,,. Les expositions suivantes présentent des vignettes, métaphores de Silverthorne et de son processus créatif : des moulages du sol de son atelier envahi par les mauvaises herbes et les insectes, un papillon attiré par la lumière, un tournesol noir pendu à un cable (Suicidal Sunflower, 2014), un Autoportrait en mouche avec des lunettes (2017),,,.
L'exposition Down the Hole and Into the Grain (« Au fond du trou et dans le grain », Shoshana Wayne, 2014) se compose d'une cinquantaine de sculptures, principalement d'articles de bureau (chaises et bureaux de taille réelle, ordinateurs, ampoules et luminaires, fournitures), montrées en rangées ordonnées comme dans une zone de stockage. Leur banalité est troublée par des crayons immenses, des figurines et squelettes sous-dimensionnés et des chenilles et des mouches,. Dans son exposition de 2019 chez Marc Straus, Silverthorne s'est inspirée du Frankenstein de Mary Shelley pour explorer l'aspect prométhéen de l'artiste, et la question des créations prenant leur propre vie. La sculpture intitulée Frankenstein est un livre brillant ouvert sur un socle, sur lequel le texte du roman est méticuleusement copié à l'encre invisible, et révélé par de la lumière UV. Tout comme la créature de Frankenstein, ses ampoules moulées, incapables de s'allumer, et ses prises sans électricité sont des fantômes qui imitent parfaitement mais sont séparés de la réalité.

## Prix et expositions
- 1996 : Prix Anonymous Was A Woman, année de la fondation du prix
- 2010 : prix de la Fondation Joan Mitchell
- 2017 : Bourse Guggenheim[13],[12]

Silverthorne a aussi reçu des bourses de la Penny McCall Foundation Grant, du National Endowment for the Arts (1980), du Pennsylvania Council on the Arts (en) (1982) et de la Civitella Ranieri Foundation (en) (1995).
Son travail fait partie des collections du MoMa,, du Musée d'Art moderne de San Francisco, du Whitney Museum, du Musée des Beaux-Arts de Boston, de la galerie Albright–Knox, du Musée d'Art de Denver, du Fonds national d'art contemporain, du Honolulu Museum of Art Spalding House (en), du Leeum en Corée, de la Phillips Collection, du RISD Museum ou encore du Weatherspoon Art Museum (en).